# Stethynium cuvieri
Stethynium cuvieri är en stekelart som beskrevs av Girault 1912. Stethynium cuvieri ingår i släktet Stethynium och familjen dvärgsteklar. Inga underarter finns listade i Catalogue of Life.